# Elia Benedettini
Elia Benedettini (* 22. Juni 1995 in Borgo Maggiore) ist ein san-marinesischer Fußballspieler.

## Karriere

### Im Verein
Benedettini begann seine Karriere bei San Marino Calcio und gab sein Debüt für die erste Mannschaft am 5. Mai 2013 gegen US Cremonese, nachdem Stammtorwart Mattia Migani bereits in der zweiten Spielminute mit einer Roten Karte vom Platz gestellt worden war. Sein Debüt verlief allerdings unglücklich, denn San Marino Calcio verlor das Spiel mit 1:6. 2013 wechselte er zum italienischen Zweitligisten AC Cesena, kam dort in der ersten Mannschaft aber noch nicht zum Einsatz, 2014 wechselte er weiter nach Pianezze. Zur Saison 2016/17 wechselte Benedettini zu Novara Calcio 1908.

### Nationalmannschaft
Er spielte für die U-17, U-19, U-21 und zurzeit für die Nationalmannschaft San Marinos.